# Liste von Dateinamenserweiterungen/Y
In dieser Liste sind übliche Dateinamenserweiterungen aufgelistet, die in einigen Betriebssystemen zur Unterscheidung von Dateiformaten verwendet werden. In anderen Betriebssystemen erfolgt die Dateitypenidentifikation hauptsächlich über den Dateivorspann und bei E-Mail-Anhängen hat der MIME-Type eine größere Bedeutung als die Dateinamenserweiterung. Systeme, die nach den beiden letztgenannten Vorgehensweisen verfahren, ignorieren die Erweiterung meist vollständig. 
| Dateinamenserweiterung | MIME-Typ | Vollständiger Name         | Bemerkungen, Verwendung |
| ---------------------- | -------- | -------------------------- | --- |
| .y                     |          | –                          | Komprimiertes Amiga-Archiv (YABBA) |
| .y                     |          | –                          | Grammatik-Datei (yacc) |
| .yaml                  |          | YAML Ain’t Markup Language | YAML ist eine Sprache zur Datenserialisierung |
| .yapi                  |          | –                          | Steuerfile für den Yapi Interpreter (Netinstall Erweiterung)                                                                                               |
| y01 bis y02            |          | –                          | Secondary index file (Paradox (Datenbank)) |
| y01 bis y02            |          | –                          | Jahrbuch-Datei (Yearbook) (Microsoft Encarta) |
| .yal                   |          | –                          | Clipart-Bibliothek (Arts & Letters) |
| .YaST2save             |          | –                          | YaST-Backup einer Konfigurationsdatei |
| .ybc                   |          | YaST Byte Code             | Kompiliertes YaST-Modul |
| .ycp                   |          | YaST Control Programm      | Quellcode eines YaST-Moduls |
| .yink                  |          | yInk                       | yInk-Bilddatei |
| .yml                   |          | YAML Ain’t Markup Language | YAML ist eine Sprache zur Datenserialisierung |
| .yuv                   |          | –                          | YCbCr-kodierte Grafik-Datei (Die Bezeichnung mit .yuv beruht auf der häufigen Verwechslung des digitalen YCbCr mit dem beim analogen PAL verwendeten YUV.) |
| .yyp                   |          | GameMaker Studio 2 Project | Projektdatei von GameMaker Studio 2 |
| .yz                    |          | –                          | Komprimiertes Datei-Archiv (YAC) |